# Public Law 114-214
La loi  114-216 est une loi fédérale des États-Unis sur l'étiquetage des aliments OGM. Elle a été promulguée le 29 juillet 2016 quand le président Obama a signé le projet de loi du Sénat 764 (S.764). D'abord est officiellement nommée Projet de loi visant à réautoriser et à modifier la loi sur le Programme du National Sea Grant College, et à d'autres fins, elle a évolué au fil du temps pour devenir "le véhicule législatif d'une mesure concernant la divulgation des aliments issus de la bio-ingénierie", mais les opposants à cette loi l'ont appelé le "DARK Act", acronyme de "Deny Americans the Right to Know Act",, pour insister sur le fait qu'elle empêche in fine de donner aux citoyens une information claire et complète sur le fait qu'un aliment est ou non transgénique ou issu d'un organismes transgénique.

## Histoire législative
L'étiquetage des aliments OGM est obligatoire dans au moins 64 pays, dont la plupart des pays européens, la Chine, la Russie, le Japon, le Brésil, l'Afrique du Sud et l'Australie, et  une enquête nationale a montré que plus de 90 % des électeurs américains souhaitaient que les aliments génétiquement modifiés (OGM) soient clairement étiquetés comme tels , mais le lobby agroindustriel nord-américain s'oppose fermement à l'étiquetage informatif.
En 2012, une proposition de loi (dite prop. 37) a envisagé que tout produit alimentaire cru ayant été génétiquement manipulé devait avoir une étiquette claire l'indiquant ; de même pour tout aliment transformé  contenant  des ingrédients OGM sciemment utilisés. Le lobby agro-industrie et pro-OGM et notamment Monsanto, Dupont, Pepsico et d'autres géants de l'agroalimentaire géants ont vigoureusement combattu ce projet, en dépensant plus de 41 millions de dollars de lobbying notamment via des publicités télévisées négatives, affirmant que la proposition de loi était complexe et mal écrite.
Puis un autre « projet de loi sur l'étiquetage des OGM » a été préparé par les sénateurs Pat Roberts (R-KS) et Debbie Stabenow (D-MI), et présenté le 17 mars 2015 par les sénateurs Roger F. Wicker (R-MS) et  Dan Sullivan (R-AK), puis adopté par le Sénat et la Chambre en juin 2016. 

## Contenu
La résolution S.744 du Sénat, telle qu'initialement présentée le 17 mars 2015, ne contenait aucun libellé visant à réglementer les aliments OGM.
Un projet de loi intitulé « Safe and Accurate Food Labeling Act of 2015 » a été reçu au Sénat le 24 juillet 2015 et renvoyé à la commission de l'agriculture, de la nutrition et des forêts (ANF), qui a abouti aux modifications de la loi publique 114-214  faites le 7 juillet 2016  pour "établir une norme nationale d'information sur les aliments issus de la biotechnologie", selon laquelle les aliments issus des biotechnologies sont définis comme "des aliments ayant été génétiquement modifiés d'une manière qui n'aurait pas pu être obtenu par élevage conventionnel ou trouvée dans la nature" .
Mitch McConnell a présenté le 29 juin 2016 le "Roberts GMO bill" du nom de Pat Roberts  (alors président du comité sur l'ANF)  et la loi publique 114-214 a ensuite subi plus de 40 amendements en une semaine.
La loi publique 114-214 charge le département américain de l'agriculture (USDA) d'établir une norme nationale obligatoire de divulgation des aliments issus de la bio-ingénierie dans un délai de deux ans avec certaines dispositions :
- Les aliments d'origine animale ne peuvent pas être déclarés issus de la bio-ingénierie au seul motif que l'animal a été nourri avec des OGM.
- La quantité minimale d'aliments OGM présente dans les aliments doit être définie par l'USDA pour porter le label OGM.
- La divulgation du fait qu'un aliment est OGM sur l'étiquette peut être un texte, un symbole ou un lien numérique ou électronique, choisis à la discrétion du fabricant de l'aliment.
- l'USDA doit faire une étude pour voir s'il existe des défis en matière d'accès à l'information électronique.
- Parfois, un numéro de téléphone ou un site Internet sont autorisés comme moyen de divulgation.
- Les aliments de restaurant et les « très petits » fabricants d'aliments sont exclus des exigences de divulgation.
- Il est interdit aux États (et à ses sous-unités) d'établir ou de continuer à exiger d'autres pratiques d'étiquetage des OGM.
- On ne peut prétendre qu'un aliment ne contient pas d'aliment issu du génie génétique (biotechnologies) en l'absence d'étiquette de divulgation.
- La certification par le National Organic Program de l'USDA "suffit" pour affirmer l'absence d'aliments OGM.

La Public Law 114-214 indique qu'un simple code QR pourrait suffire comme étiquette OGM

## L'USDA responsable de l'étiquetage des OGM
Alors que la FDA est responsable de la protection et de la promotion de la santé publique par le contrôle et la supervision de la sécurité alimentaire, l'agence soutient que "l'utilisation du génie génétique dans la production d'aliments ne présente pas de problème de sécurité pour ces aliments en tant que classe", et, comme il y a "une absence de données fiables indiquant des problèmes de sécurité" avec les aliments OGM en tant que classe, n'a exprimé aucune opposition à ce que l'USDA ait la responsabilité de réglementer l'étiquetage des aliments OGM.
L'agence note que le projet de loi contient un langage pouvant permettre au matériel OGM d'échapper à l'étiquetage : le projet de loi n'exige un étiquetage que si l'aliment contient du "matériel génétique", mais cela peut exempter les produits secondaires comme l'huile, les amidons, les édulcorants ou les protéines dérivées de substrats OGM. L'agence s'est interrogée sur la spécificité de la définition des aliments génétiquement modifiés, alors qu'elle ne s'appliquerait pas à des OGM pouvant aussi être obtenus par la "sélection conventionnelle". La FDA a  exprimé des inquiétudes concernant les informations sur les aliments présentées dans des codes électroniques.
Mi-2016, pour préparer les détails de la loi, l'USDA a créé un groupe de travail chargé d'élaborer un calendrier de production de règles et d'assurer un processus ouvert et transparent pour établir efficacement ce nouveau programme, ouverture et transparence qui auraient augmenté la confiance des consommateurs et leur compréhension des aliments et évité l'incertitude pour les entreprises alimentaires et les agriculteurs.

## Histoire
La loi (Public Law 114-216 ) a été adoptée après l'échec des tentatives précédentes d'introduire un projet de loi national sur l'étiquetage des OGM.
Son adoption a été accéléré, sans débat ni examen en comité,.
Le projet de loi initial S. 764 - "Un projet de loi visant à réautoriser et à modifier la loi sur le programme du National Sea Grant College, et à d'autres fins" - n'avait rien à voir avec la nourriture et a calé après avoir été adopté par le Sénat. Vidé de son contenu, il a été remplacé par un projet de loi visant à définancer le Planned Parenthood. Ce projet de loi a ensuite été remplacé par un autre visant à interdire l'étiquetage des OGM au niveau de l'État, tout en promouvant un simple code, d'application volontaire, faisant référence au caractère génétiquement modifié du produit mis en vente. 

Ce dernier ayant échoué, l'enveloppe S. 764 a été utilisée pour accélérer un dernier projet de loi voté "juste à temps" avant que l'exigence d'étiquetage des aliments OGM du Vermont ne soit activée le 1er juillet 2016.
Parmi les essais de promulgation d'une loi fédérale (nationale) sur l'étiquetage des OGM figure le projet HR 1599 (2017) de loi de 2017 sur l'étiquetage sûr et précis des aliments. Il s'agissait d'un amendement législatif proposé à la loi fédérale américaine sur les aliments, les médicaments et les cosmétiques. Ce projet de loi a été adopté à la Chambre des représentants le 23 juillet 2017 mais ensuite bloqué par le Sénat. 

Une version antérieure de ce projet de loi avait été introduite à l'origine sous le nom de HR 4432 en 2004, qui  tentait de réglementer l'étiquetage des aliments spécifiquement en vue de l'introduction des aliments OGM aux États-Unis.

## Point de vue des promoteurs de la Public Law 114-214
Katie Hill, porte-parole de la Maison Blanche, a salué le projet de loi, « cette mesure offrira de nouvelles opportunités aux consommateurs d'avoir accès à des informations sur leur alimentation ».
Les partisans de cette loi ont mis en avant qu'il valait mieux une loi s'appliquant à l'échelle nationale plutôt qu'une approche « en patchwork », s'appliquant État par État. 

Ils estimaient aussi qu'il améliorerait les agrobiotechnologies.
Les partisans de cette loi affirment que les aliments OGM approuvés ont subi des tests approfondis, sont "sûrs" et qu'étiquetage est donc fondamentalement inutile. Ils considèrent que l'étiquetage pourrait décourager les consommateurs d'utiliser des produits OGM, un choix supposé par les partisans de la loi comme irrationnel et non étayées par la science.
Ce projet de loi a notamment été soutenu par deux grands lobbys : la Grocery Manufacturers Association et Monsanto, ainsi que par d'autres grandes sociétés vendant des produits alimentaires et des boissons.

## Le point de vue des adversaires de la Public Law 114-214
Alors que les OGM sont présents dans 75 à 80 % des aliments que les Américains consomment, et ont été qualifiés d'« équivalents en substance » aux aliments non OGM correspondants par la FDA, les consommateurs pensent qu'ils ont le droit de savoir ce qu'il y a dans leur nourriture.
Ainsi, un sondage de 2013 financé par le New York Times indiquait que quatre-vingt-treize pour cent des consommateurs américains aimeraient savoir si leur alimentation a été génétiquement modifiée.
La principale objection au projet de loi était que cette loi offrait aux fabricants  la possibilité d'utiliser des codes électroniques au lieu d'étiquettes lisibles et claires placées directement sur l'emballage alimentaire, ce qui revient selon ces critiques à cacher des informations.
Le projet de loi autorise l'utilisation de codes tels que le code QR comme forme d'étiquetage, et les opposants considèrent cela comme peu pratique et discriminatoire par exemple pour les familles à faible revenu qui peuvent ne pas être à même d'accéder à l'information.
Les critiques visent aussi le fait qu'aucune amende ou pénalité n'est prévue à l'encontre des entreprises qui ne respecteront pas la loi.
En outre l'étiquetage ne sera requis que si  les aliments contiennent du matériel génétique issu de la modification génétique, ce qui  exempte de nombreux aliments et ingrédients hautement transformés généralement dérivés de cultures génétiquement modifiées (comme de nombreuses huiles de graines, des sirop de maïs fructose et certains amidons et édulcorants raffinés) ;  ces aliments sont souvent suffisamment raffinés pour qu'il ne reste aucun matériel génétique (ADN ou ARN codant). Le sénateur Stabenow a rejeté cette interprétation quand elle a été avancée par la FDA.
Parce qu'aucun étiquetage clair et accessible n'est obligatoire, certains opposants partisans d'une Consommation responsable ont appelé ce projet de loi et ses prédécesseurs le "DARK act" comme dans "Deny Americans the Right to Know" ou "Keep Americans in the DARK",,.